# 흑표객
"흑표객"(黑豹客)은 한국에서 제작된 최훈 감독의 1974년 영화이다. 팡예 등이 주연으로 출연하였고 주동진 등이 제작에 참여하였다.

## 출연

### 주연
- 팡예
- 남궁훈
- 김진팔